# Henri Loste
Henri Loste ou Henry Loste, né le 27 mai 1899 à Bordeaux et mort le 16 juin 1978 à Mérignac, est un hommes d'affaires et homme politique français, membre de l'assemblée de l'Union française et sénateur de Wallis-et-Futuna.

## Biographie
Henri Loste est né dans une famille de négociants bordelais. Marié à Janine Ballande, il est le père d'Hervé Loste. Vice-président des Établissements Ballande pour la Nouvelle-Calédonie, il devient administrateur de la Société Le Nickel en 1934, qui exploite les gisements de nickel calédonien. Sa femme décède peu avant la Seconde Guerre mondiale, le laissant veuf avec deux enfants. Il se remarie en 1944 à Simone Cavard. Il est de religion catholique.
Après la guerre, Henri Loste devient membre du conseil d'administration du comité central français pour l'outre-mer (nom pris en 1948 par l'ancien groupe de pression économique l'Union coloniale française) et président de la section Pacifique de ce comité.
Le 10 juillet 1952, il est élu membre de l'Assemblée de l'Union française dans le groupe des Républicains indépendants du Conseil de la République ; il y reste jusqu'en 1958.
À la suite du référendum de 1959 qui entérine le passage du protectorat de Wallis-et-Futuna à un territoire d'outre-mer, son fils Hervé Loste est élu député du territoire en mars 1962 et il est élu sénateur de Wallis-et-Futuna le 23 septembre de la même année (contre un candidat gaulliste). Les deux sont notamment élus grâce à l'implication de la communauté wallisienne et futunienne de Nouvelle-Calédonie.
Durant son mandat, il contribue à plusieurs reprises sur les questions touchant à Wallis-et-Futuna et aux territoires d'outre-mer, et « intervient lors de discussions législatives qui concernent souvent ses activités privées ».
En 1971, il perd l'élection sénatoriale de Wallis-et-Futuna, ne recevant aucune voix face aux autres candidats, et cède son siège à Soséfo Makapé Papilio. L'année suivante, il prend sa retraite de ses fonctions dans la Société Le Nickel et quitte Wallis-et-Futuna pour revenir à Bordeaux. Il décède à Mérignac le 16 juin 1978.

## Détail des fonctions et des mandats
- 1952 - 1958 : membre de l'Assemblée de l'Union française
- 2 octobre 1962 - 1er octobre 1971 : sénateur de Wallis-et-Futuna